# Deependra Bahadur Kshetry
Deependra Bahadur Kshetry (* 3. Mai 1949 im Syangja District) ist Leiter der Zentralbank Nepals (Nepal Rastra Bank).

## Leben
1973 schloss Deependra Bahadur Kshetry sein Wirtschaftsstudium an der Tribhuvan University Nepals mit einem Master ab und zwei Jahre darauf erhielt er einen Bachelor in Recht. Später studierte er an der australischen University of New England Agrarökonomie und schloss dies 1986 mit einem Master ab. Vom 17. September 1976 bis zum 20. Februar 1977 war Deependra Bahadur Kshetry stellvertretender Leiter der nationalen Handelsgesellschaft um anschließend bis, zum 14. Juli 1977 in der Entwicklungsbank für Landwirtschaft zu arbeiten. Ab dem 15. Juli 1977 war er in der Nepal Rastra Bank angestellt, wo er am 1. Mai 2004 zum Leiter der allgemeinen Service-Abteilung wurde. Während dieser Zeit war er von 1995 bis 1996 in der Eastern Rural Development Bank und 2002 bis 2004 bei der Mid-Western Rural Development Bank Mitglied des Board of Directors. Leiter des Währungsmanagements der Zentralbank wurde Kshetry am 13. Mai 2007. Zugleich, vom Mai bis Oktober 2007, war er Mitglied der Nationalen Planungskommission. Vom 15. Januar bis 26. Juli 2009 war er Leiter der nepalesischen Zentralbank und wurde von Bijaya Nath Bhattarai abgelöst.
Deependra Bahadur Kshetry ist verheiratet und hat drei Kinder.